# Скорушу (Горж)
Скорушу (рум. Scorușu) — село у повіті Горж в Румунії. Входить до складу комуни Бореску.
Село розташоване на відстані 220 км на захід від Бухареста, 36 км на південь від Тиргу-Жіу, 57 км на північний захід від Крайови.

## Населення
За даними перепису населення 2002 року, у селі проживали 255 осіб, усі — румуни. Усі жителі села рідною мовою назвали румунську.